# Giuoco Piano
|       |       |       |       |       |       |       |       |       |  |
|       | a8 rd | b8    | c8 bd | d8 qd | e8 kd | f8    | g8 nd | h8 rd |  |
| a7 pd | b7 pd | c7 pd | d7 pd | e7    | f7 pd | g7 pd | h7 pd |       |  |
| a6    | b6    | c6 nd | d6    | e6    | f6    | g6    | h6    |       |  |
| a5    | b5    | c5 bd | d5    | e5 pd | f5    | g5    | h5    |       |  |
| a4    | b4    | c4 bl | d4    | e4 pl | f4    | g4    | h4    |       |  |
| a3    | b3    | c3    | d3    | e3    | f3 nl | g3    | h3    |       |  |
| a2 pl | b2 pl | c2 pl | d2 pl | e2    | f2 pl | g2 pl | h2 pl |       |  |
| a1 rl | b1 nl | c1 bl | d1 ql | e1 kl | f1    | g1    | h1 rl |       |  |
|       |       |       |       |       |       |       |       |       |  |

El Giuoco Piano, juego lento en italiano, (ECO C50, C53-C54) es la línea principal de la Apertura italiana. A pesar de su nombre proporciona partidas vivas y tácticas. Sus ideas estratégicas son claras: ataque al punto f7, el único que sólo está defendido por el rey, centro abierto y control de la diagonal a2-g8. Por su parte las negras tratan de hacer lo mismo atacando en punto f2, y procurando hacer la jugada d5 y atacar el alfil de c4 lo antes posible. 
Línea principal
1.e4 e5

2.Cf3 Cc6

3.Ac4 Ac5
Existen seis continuaciones típicas: 4.c3, la línea principal; 4.0-0; 4.d4, que normalmente se combina con una de las dos anteriores cambiando el orden, 4.d3, el «Giuoco Pianissimo», la mejor para obtener ventaja con blancas; 4.Cc3; y 4.b4, el famoso Gambito Evans, que se puede ver en el artículo correspondiente. 
1.e4 e5 2.Cf3 Cc6 3.Ac4 Ac5 4.c3 Línea principal
1.e4 e5 2.Cf3 Cc6 3.Ac4 Ac5 4.c3 Cf6
1.e4 e5 2.Cf3 Cc6 3.Ac4 Ac5 4.c3 Cf6 5.d4
1.e4 e5 2.Cf3 Cc6 3.Ac4 Ac5 4.c3 Cf6 5.d4 exd4 6.cxd4
1.e4 e5 2.Cf3 Cc6 3.Ac4 Ac5 4.c3 Cf6 5.d4 exd4 6.cxd4 Ab4+ 7.Cc3 Ataque Greco
1.e4 e5 2.Cf3 Cc6 3.Ac4 Ac5 4.c3 Cf6 5.d4 exd4 6.cxd4 Ab4+ 7.Cc3 Cxe4 8.0-0 Cxc3
1.e4 e5 2.Cf3 Cc6 3.Ac4 Ac5 4.c3 Cf6 5.d4 exd4 6.cxd4 Ab4+ 7.Cc3 Cxe4 8.0-0 Cxc3 9.bxc3 Axc3 10.Db3 d5
1.e4 e5 2.Cf3 Cc6 3.Ac4 Ac5 4.c3 Cf6 5.d4 exd4 6.cxd4 Ab4+ 7.Cc3 Cxe4 8.0-0 Cxc3 9.bxc3 Axc3 10.Aa3
1.e4 e5 2.Cf3 Cc6 3.Ac4 Ac5 4.c3 Cf6 5.d4 exd4 6.cxd4 Ab4+ 7.Cc3 Cxe4 8.0-0 Axc3
1.e4 e5 2.Cf3 Cc6 3.Ac4 Ac5 4.c3 Cf6 5.d4 exd4 6.cxd4 Ab4+ 7.Cc3 Cxe4 8.0-0 Axc3 9.bxc3 d5 10.Aa3
1.e4 e5 2.Cf3 Cc6 3.Ac4 Ac5 4.c3 Cf6 5.d4 exd4 6.cxd4 Ab4+ 7.Cc3 Cxe4 8.0-0 Axc3 9.d5 Ataque Moller
1.e4 e5 2.Cf3 Cc6 3.Ac4 Ac5 4.c3 Cf6 5.d4 exd4 6.cxd4 Ab4+ 7.Cc3 Cxe4 8.0-0 Axc3 9.d5 Af6 10.Te1 Ce7 11.Txe4 d6 12.Ag5 Axg5 13.Cxg5 0-0 14.Cxh7
1.e4 e5 2.Cf3 Cc6 3.Ac4 Ac5 4.c3 Cf6 5.d4 exd4 6.cxd4 Ab4+ 7.Cc3 Cxe4 8.0-0 Axc3 9.d5 Af6 10.Te1 Ce7 11.Txe4 d6 12.g4 Ataque a la bayoneta
1.e4 e5 2.Cf3 Cc6 3.Ac4 Ac5 4.c3 Cf6 5.d4 exd4 6.cxd4 Ab4+ 7.Ad2 Cxe4 8.Axb4 Cxb4 9.Axf7+ Rxf7 10.Db3+ d5 11.Ce5+ Rf6 12.f3
1.e4 e5 2.Cf3 Cc6 3.Ac4 Ac5 4.c3 Cf6 5.d4 exd4 6.cxd4 Ab4+ 7.Rf1
1.e4 e5 2.Cf3 Cc6 3.Ac4 Ac5 4.c3 Cf6 5.d4 exd4 6.e5 Ce4 7.Ad5 Cxf2 8.Rxf2 dxc3+ 9.Rg3
1.e4 e5 2.Cf3 Cc6 3.Ac4 Ac5 4.c3 Cf6 5.d4 exd4 6.e5 d5
1.e4 e5 2.Cf3 Cc6 3.Ac4 Ac5 4.c3 Cf6 5.d4 exd4 6.e5 d5 7.Ab5 Ce4 8.cxd4 Ab4+
1.e4 e5 2.Cf3 Cc6 3.Ac4 Ac5 4.c3 Cf6 5.b4
1.e4 e5 2.Cf3 Cc6 3.Ac4 Ac5 4.c3 De7 Variante cerrada o defensa Aliojin — sostener el peón de e5 — 
1.e4 e5 2.Cf3 Cc6 3.Ac4 Ac5 4.c3 De7 5.d4 Ab6
1.e4 e5 2.Cf3 Cc6 3.Ac4 Ac5 4.c3 De7 5.d4 Ab6 6.0-0 Cf6 7.a4 a6 8.Te1 d6 9.h3
1.e4 e5 2.Cf3 Cc6 3.Ac4 Ac5 4.c3 De7 5.d4 Ab6 6.Ag5
1.e4 e5 2.Cf3 Cc6 3.Ac4 Ac5 4.c3 De7 5.d4 Ab6 6.d5 Cb8 7.d6
1.e4 e5 2.Cf3 Cc6 3.Ac4 Ac5 4.c3 d6 5.d4 exd4 6.cxd4 Ab6
1.e4 e5 2.Cf3 Cc6 3.Ac4 Ac5 4.d3 «Giuoco Pianissimo»
1.e4 e5 2.Cf3 Cc6 3.Ac4 Ac5 4.d3 Cf6
1.e4 e5 2.Cf3 Cc6 3.Ac4 Ac5 4.d3 Cf6 5.Cc3
1.e4 e5 2.Cf3 Cc6 3.Ac4 Ac5 4.d3 Cf6 5.Cc3 d6 6.Ag5
1.e4 e5 2.Cf3 Cc6 3.Ac4 Ac5 4.d3 f5 5.Cg5 f4
1.e4 e5 2.Cf3 Cc6 3.Ac4 Ac5 4.0-0 Cf6 5.d4 Axd4
1.e4 e5 2.Cf3 Cc6 3.Ac4 Ac5 4.d4 Axd4
1.e4 e5 2.Cf3 Cc6 3.Ac4 Ac5 4.Cc3 Cf6 Variante cuatro caballos
1.e4 e5 2.Cf3 Cc6 3.Ac4 Ac5 4.Axf7+